# Andrew Dosunmu
Andrew Dosunmu (* ?, Lagos; aktivní od roku 1990) je nigerijský fotograf a filmař, který se proslavil ve Spojených státech poté, co režíroval hudební videa pro různé uznávané umělce včetně Isaaca Hayese, Angie Stone, Common, Tracy Chapman, Wyclef Jean, Kelis, Aaron Neville, Talib Kweli a Maxwell.
Je režisérem dramatického filmu z roku 2011 Restless City (Neklidné město), který měl premiéru na filmovém festivalu Sundance 2011. Jeho další film, Mother of George z roku 2013, měl také premiéru na Sundance a byl vybrán do programu závěrečné noci na filmovém festivalu v Marylandu 2013. Dosunmu žije mezi New Yorkem a Lagosem v Nigérii.

## Kariéra

### Fotografie
Dosunmu začal svou kariéru jako asistent designu v módním domě Yves Saint Laurent. Později se stal kreativním ředitelem (v této pozici působil na obalech alb takových umělců jako Erykah Badu a Public Enemy) a módním fotografem, jehož fotografie se objevily v různých mezinárodních časopisech. V roce 2007 byl poctěn žádostí vystoupit na globální konferenci TED. Dosunmu režíroval a fotografoval řadu reklam pro noviny a televize pro společnosti jako AT&T, General Motors, Levi's, Giordano Jeans, Kenneth Cole, Buddy System pro ABC, My Kind of Town pro AMES, Soul Food pro Showtime. Fotografie z jeho dokumentu The African Game byly publikovány v konferenční knize powerHouse Books. Dosunmu byl vybrán k účasti na fotografické výstavě Snap Judgments: New Positions in Contemporary Photography v Mezinárodním centru fotografie. Dosunmu jako fotograf přispíval do publikací jako Vibe, Clam, Fader, Face, Paper, Interview, iD, Vogue Hommes – Francie a Itálie, Complex a Ebony.

### Režie
Dosunmu debutoval jako režisér hudebního videoklipu pro Isaaca Hayese v roce 1996. Pokračoval v režii videoklipů pro mnoho dalších umělců včetně takových jako jsou například: Angie Stone, Common, Wyclef Jean, Kelis, Aaron Neville, Maxwell, Tracy Chapman nebo Talib Kweli. Jeho dokument z roku 1999 Hot Irons získal cenu za nejlepší dokument na události FESPACO. Dosunmu režíroval epizody široce uznávaného jihoafrického televizního seriálu Yizo, Yizo, který dramatizuje politické debaty o vzdělávání na střední škole v Johannesburgu v post- aparheidu v Jižní Africe. V roce 2010, před historicky prvním mistrovstvím světa v Africe, natočil Dosunmu další dokument, The African Game, ve kterém zkoumá fotbal na kontinentu a jeho vztahy k africké kultuře v celé její rozmanitosti.. Přechod do hraných filmů přišel v roce 2011 s filmem Restless City, který měl premiéru na filmovém festivalu Sundance s vesměs pozitivními ohlasy.

## Filmografie
| Rok  | Titul          | Role                  | Žánr                   | Ocenění                                                                       |
| ---- | -------------- | --------------------- | ---------------------- | ----------------------------------------------------------------------------- |
| 1999 | Hot Irons      | Režisér               | Dokumentární           | Nejlepší dokumentární film FESPACO a cena Reel                                |
| 2004 | Yizo Yizo      | Režisér               | televizní seriál       |                                                                               |
| 2010 | Africká hra    | Režisér/producent     | Dokumentární/sportovní |                                                                               |
| 2011 | Neklidné město | Režisér               | Drama/hudba            |                                                                               |
| 2013 | Georgova matka | Režisér               | Drama                  | Závěrečný večerní výběr, filmový festival v Marylandu, Black Reel Awards 2014 |
| 2017 | Kde je Kyra?   | Režisér/autor příběhu | Drama                  |                                                                               |
| 2022 | Beauty         | Režisér               | Drama, romantika       |                                                                               |
| 2023 | Circus Maximus | Režisér "Hyaena"      | Hudba                  |                                                                               |